# ロックフォード (アルバム)
『ロックフォード』（Rockford）は、チープ・トリックが2006年に発表したアルバム。

## 解説
アルバム・タイトルは、バンドが結成された場所であるイリノイ州ロックフォードにちなんでいる。主にバンド自身がプロデュースを担当しており、曲によってはバンドと関係の深いプロデューサーが共同プロデュースしている。第1弾シングル「パーフェクト・ストレンジャー」のみ、リンダ・ペリーが単独でプロデュースを担当した。
音楽評論家のStephen Thomas Erlewineは、allmusic.comにおいて本作を「バンドの全盛期以来となる本物のパワー・ポップ・アルバムで、彼らにとって『ドリーム・ポリス』以来の傑作」と評している。
「カモン・カモン・カモン」「オー・クレア」は、バンドの初期のアルバムにも近いタイトルの曲が収録されている（前者は『蒼ざめたハイウェイ』収録曲「カモン・カモン」、後者は『天国の罠』収録曲「オー・クレア」）。リック・ニールセンは、これらについて「オリジナル曲の続編みたいなもの」と説明している。

## 収録曲
特記なき楽曲はメンバー4人の共作。
1. ウェルカム・トゥ・ザ・ワールド - "Welcome to the World" - 2:07
2. パーフェクト・ストレンジャー - "Perfect Stranger" (Linda Perry, Rick Nielsen, Robin Zander, Tom Petersson, Bun E. Carlos) - 3:41
3. イフ・イット・テイクス・ア・ライフタイム - "If It Takes a Lifetime" (R. Zander, T. Petersson, R. Nielsen, B. E. Carlos, Julian Raymond) - 4:22
4. カモン・カモン・カモン - "Come on Come on Come on" - 3:03
5. オー・クレア - "O Claire" - 3:43
6. ディス・タイム・ユー・ガット・イット - "This Time You Got It" - 4:01
7. ギヴ・イット・アウェイ - "Give It Away" - 2:48
8. ワン・モア - "One More" - 3:50
9. エヴリ・ナイト&エヴリ・デイ - "Every Night and Every Day" - 3:12
10. ドリーム・ザ・ナイト・アウェイ - "Dream the Night Away" (T. Petersson, R. Zander, R. Nielsen, B. E. Carlos, Bill Lloyd) - 3:14
11. オール・ゾーズ・イヤーズ - "All Those Years" (T. Petersson, R. Zander, R. Nielsen, B. E. Carlos, J. Raymond) - 3:35
12. ディキャフ - "Decaf" - 3:38

### 日本盤ボーナス・トラック
1. マンドゥ・ラガ - "Mando Ragga" - 4:21

## 参加ミュージシャン
- ロビン・ザンダー - ボーカル、リズムギター、キーボード
- リック・ニールセン - リードギター、キーボード、バッキング・ボーカル
- トム・ピーターソン - 12弦ベース、バッキング・ボーカル、ギター
- バン・E・カルロス - ドラムス、バッキング・ボーカル